# Recoletai temető
A Buenos Airesben található recoletai temető Argentína leghíresebb temetője. Számos híres ember, köztük például elnökök és Nobel-díjasok nyughelye. Különlegessége, hogy nem hagyományos sírok és sírkövek találhatók benne, hanem az egész temető egy díszes kriptákból álló „város”.

## Története
A 19. század elejéig a Buenos Aires-i halottakat a templomok körüli cintermekben, a fontosabb személyeket pedig a templomokban helyezték végső nyugalomra. 1820-ban, Martín Rodríguez kormányzó idején kisajátították azt a területet, ahol a ferences kongregáció konyhakertjei terültek el, abból a célból, hogy ott létrehozzák a város első köztemetőjét, az Északi Temetőt. Az eredetileg csak katolikusoknak szánt temető 1822-ben nyílt meg, az első két ember, akit ide temettek, egy fiatal uruguayi lány, Dolores Maciel és egy Juan Benito nevű fiúgyermek volt. 1863-ban Bartolomé Mitre elnök rendelte el, hogy a temetőt megnyissák más vallásúak számára is, ám a következő években a terület igen elhanyagolttá vált. 1880-ban Marcelo Torcuato de Alvear Juan Antonio Buschiazzo építészt bízta meg a felújítási munkálatok megkezdésével. Ezek során a temetőt téglafallal vették körül, útjait lekövezték, és felépítették a főbejárati építményt.

## Leírás
A temető Buenos Aires északkeleti, Recoleta nevű részében található, a környék négyzetrácsos utcahálózatát tekintve öt és fél tömbnyi helyet elfoglalva. Benne mintegy 4870 kripta található, amelyek közül több mint 70-et műemlékké nyilvánítottak. Főbejárata a keleti oldalon található, az itteni kapuépítmény négy dór stílusú oszloppal és a fölöttük futó párkány 13 allegóriát ábrázoló domborművével hívja fel magára a figyelmet. Tetején a „Requescant in pace” („nyugodjanak békében”) latin felirat olvasható. Az oszlopok közé lépve három évszámot láthatunk: az 1822-es alapítási évet, az 1881-es első és a 2003-as harmadik felújítás évét. A bejárattól jobbra egy katolikus kápolna áll, amelynek oltárán egy carrarai márványból faragott Krisztus-szobor (Giulio Monteverde alkotása) található. A gránitból készült oltárra az „Én vagyok a feltámadás és az élet” latin szöveget írták fel.

### Híres, itt nyugvó személyek
A temetőben rendkívül sok híres ember nyugszik, köztük nemzeti hősök, elnökök, tudósok, orvosok, Nobel-díjasok, művészek és sportolók. 1904-es halála után itt temették el a székelyföldi származású Czetz János 1848–1849-es honvédtábornokot is, akinek koporsójába ereklyéket is helyeztek: egy kis zsák hazai földet, egy darabot az erdélyi szabadságharcosok zászlójából, valamint száraz virágot a Kárpátok erdeiből. Czetz hamvait 1969. október 10-én az általa alapított katonai iskola, a Colegio Militar de la Nación kápolnájába helyezték át.
Az alábbi, a temetőben nyugvó személyekről szóló lista nem teljes.
| Név                        | Születés | Halál | Ki volt?                                                   |
| -------------------------- | -------- | ----- | ---------------------------------------------------------- |
| Federico de Brandsen       | 1785     | 1827  | függetlenségi harcos                                       |
| Cornelio Saavedra          | 1759     | 1829  | a Río de La Plata-i Egyesült Tartományok juntájának elnöke |
| Guillermo Brown            | 1777     | 1857  | az argentin haditengerészet „atyja”                        |
| Juan Manuel de Rosas       | 1793     | 1877  | Buenos Aires kormányzója                                   |
| Juan Lavalle               | 1797     | 1841  | Buenos Aires kormányzója                                   |
| Manuel Dorrego             | 1787     | 1828  | Buenos Aires kormányzója                                   |
| Facundo Quiroga            | 1788     | 1835  | politikus, katona                                          |
| Raúl Alfonsín              | 1927     | 2009  | elnök (1983–1989)                                          |
| Marcelo Torcuato de Alvear | 1868     | 1942  | elnök (1922–1928)                                          |
| Pedro Eugenio Aramburu     | 1903     | 1970  | elnök (1955–1958)                                          |
| Nicolás Avellaneda         | 1837     | 1885  | elnök (1874–1880)                                          |
| Victorino de la Plaza      | 1840     | 1919  | elnök (1914–1916)                                          |
| José Figueroa Alcorta      | 1860     | 1931  | elnök (1906–1910)                                          |
| José María Guido           | 1910     | 1975  | elnök (1962–1963)                                          |
| Arturo Umberto Illia       | 1900     | 1983  | elnök (1963–1966)                                          |
| Agustín Pedro Justo        | 1876     | 1943  | elnök (1932–1938)                                          |
| Eduardo Lonardi            | 1896     | 1956  | elnök (1955)                                               |
| Bartolomé Mitre            | 1821     | 1906  | elnök (1862–1868)                                          |
| Carlos Pellegrini          | 1846     | 1906  | elnök (1890–1892)                                          |
| Manuel Quintana            | 1835     | 1906  | elnök (1904–1906)                                          |
| Julio Argentino Roca       | 1843     | 1914  | elnök (1880–1886, 1898–1904)                               |
| Luis Sáenz Peña            | 1822     | 1907  | elnök (1892–1895)                                          |
| Roque Sáenz Peña           | 1851     | 1914  | elnök (1910–1914)                                          |
| Domingo Faustino Sarmiento | 1811     | 1888  | elnök (1868–1874)                                          |
| José Félix Uriburu         | 1868     | 1932  | elnök (1930–1932)                                          |
| Hipólito Yrigoyen          | 1852     | 1933  | elnök (1916–1922, 1928–1930)                               |
| Eva „Evita” Perón          | 1919     | 1952  | elnökfeleség, színésznő                                    |
| Luis Federico Leloir       | 1906     | 1987  | kémiai Nobel-díjas tudós                                   |
| Carlos Saavedra Lamas      | 1878     | 1959  | Nobel-békedíjas politikus                                  |
| José Hernández             | 1834     | 1886  | író                                                        |
| Miguel Cané                | 1851     | 1905  | író                                                        |
| Victoria Ocampo            | 1890     | 1979  | író                                                        |
| Silvina Ocampo             | 1903     | 1993  | író                                                        |
| Adolfo Bioy Casares        | 1914     | 1999  | író                                                        |
| Olegario Víctor Andrade    | 1839     | 1882  | író                                                        |
| Estanislao del Campo       | 1834     | 1880  | író                                                        |
| Oliverio Girondo           | 1891     | 1967  | író                                                        |
| Carlos Guido y Spano       | 1827     | 1918  | író                                                        |
| Paul Groussac              | 1848     | 1929  | író                                                        |
| Julio Rey Pastor           | 1888     | 1962  | matematikus                                                |
| Cosme Mariano Argerich     | 1758     | 1820  | orvos                                                      |
| Toribio Ayerza             | 1815     | 1884  | orvos                                                      |
| Francisco Javier Muñiz     | 1795     | 1871  | orvos                                                      |
| Guillermo Rawson           | 1821     | 1891  | orvos                                                      |
| Blanca Podestá             | 1889     | 1967  | színésznő                                                  |
| Armando Bó                 | 1914     | 1981  | filmrendező                                                |
| Zully Moreno               | 1920     | 1999  | színésznő                                                  |
| Luis César Amadori         | 1902     | 1977  | filmrendező                                                |
| Luis Ángel Firpo           | 1894     | 1960  | ökölvívó                                                   |
| Martín Karadagián          | 1922     | 1991  | pankrátor, színész                                         |

## Képek

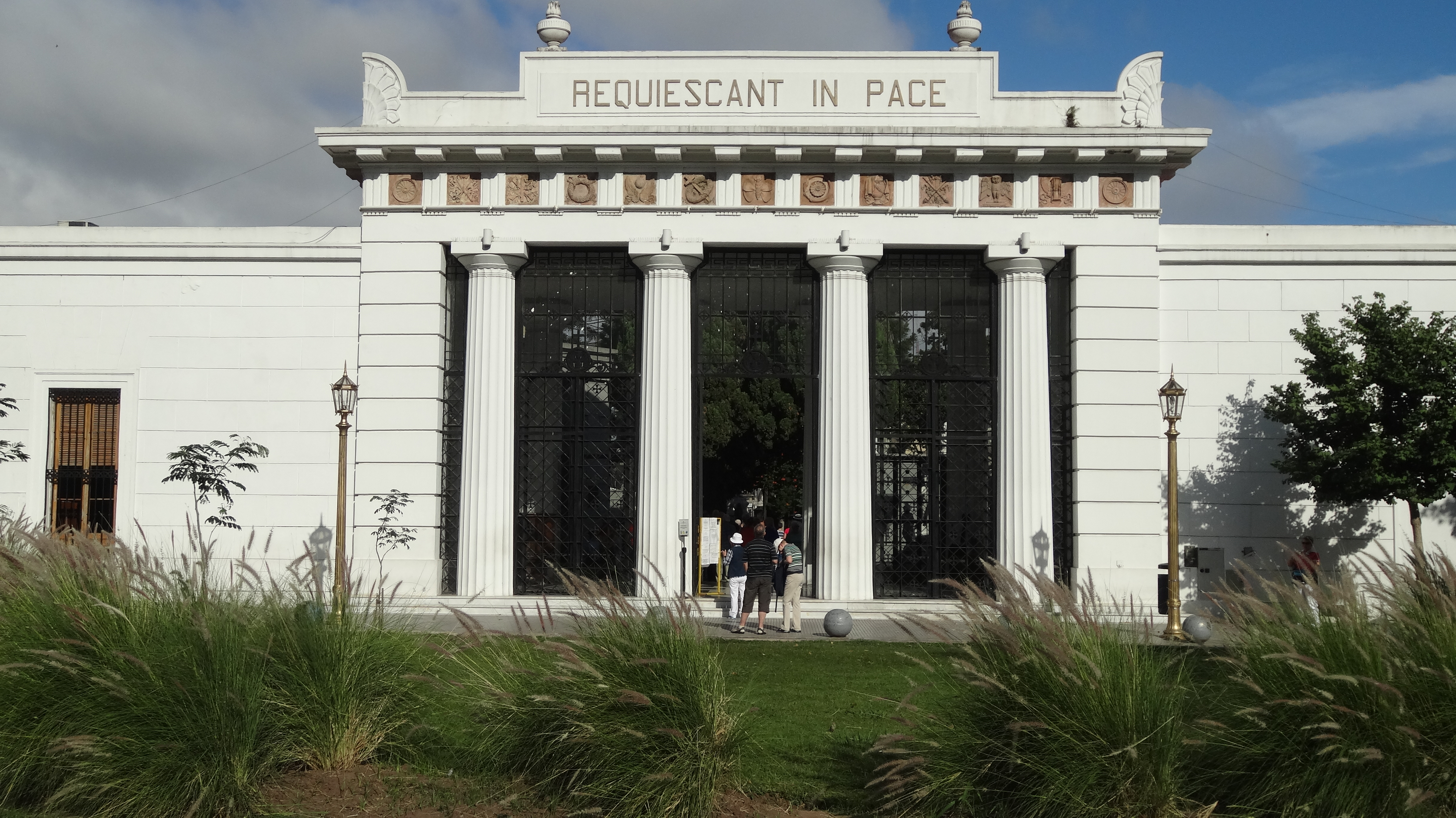
Bejárat
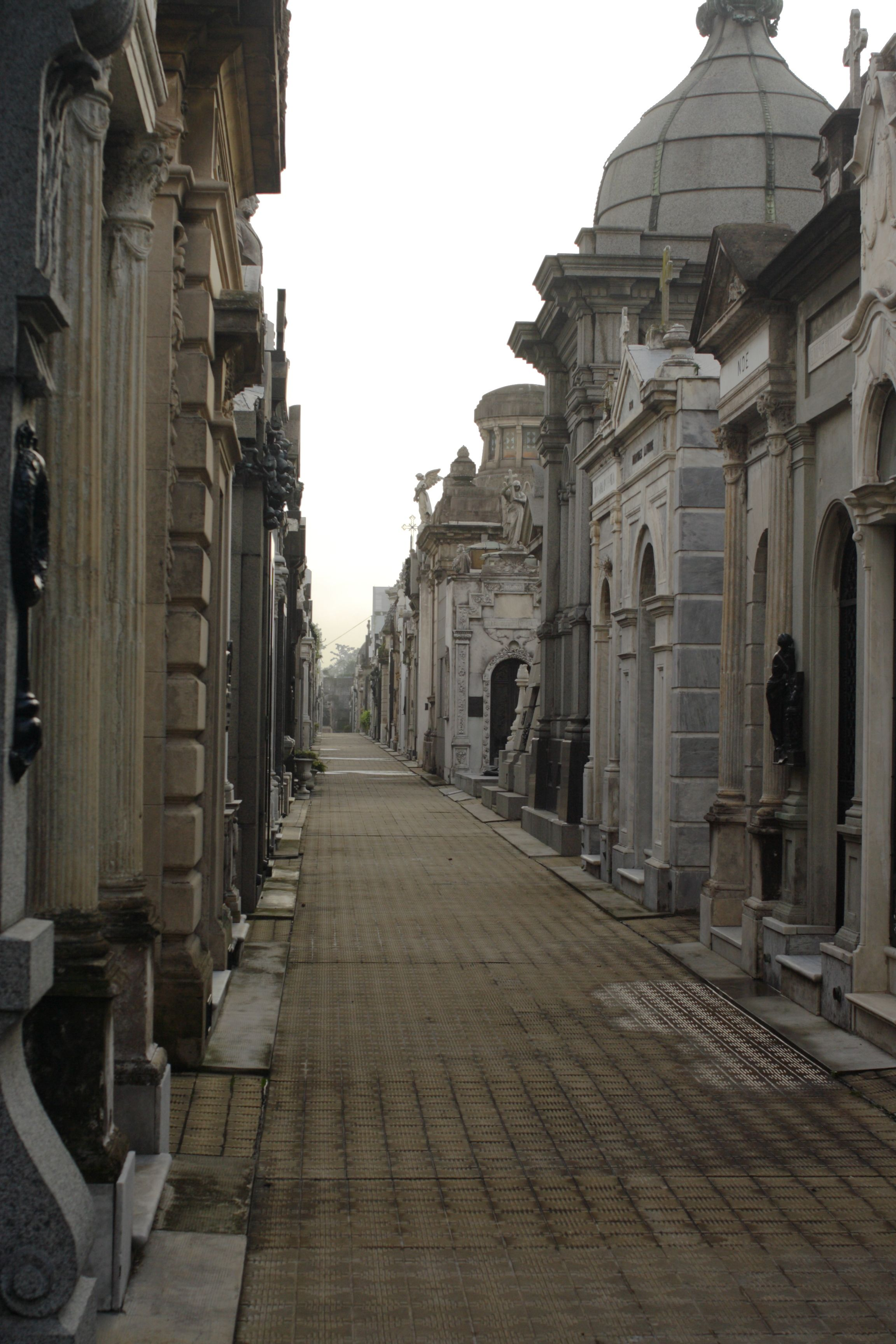
Utca a temetőben
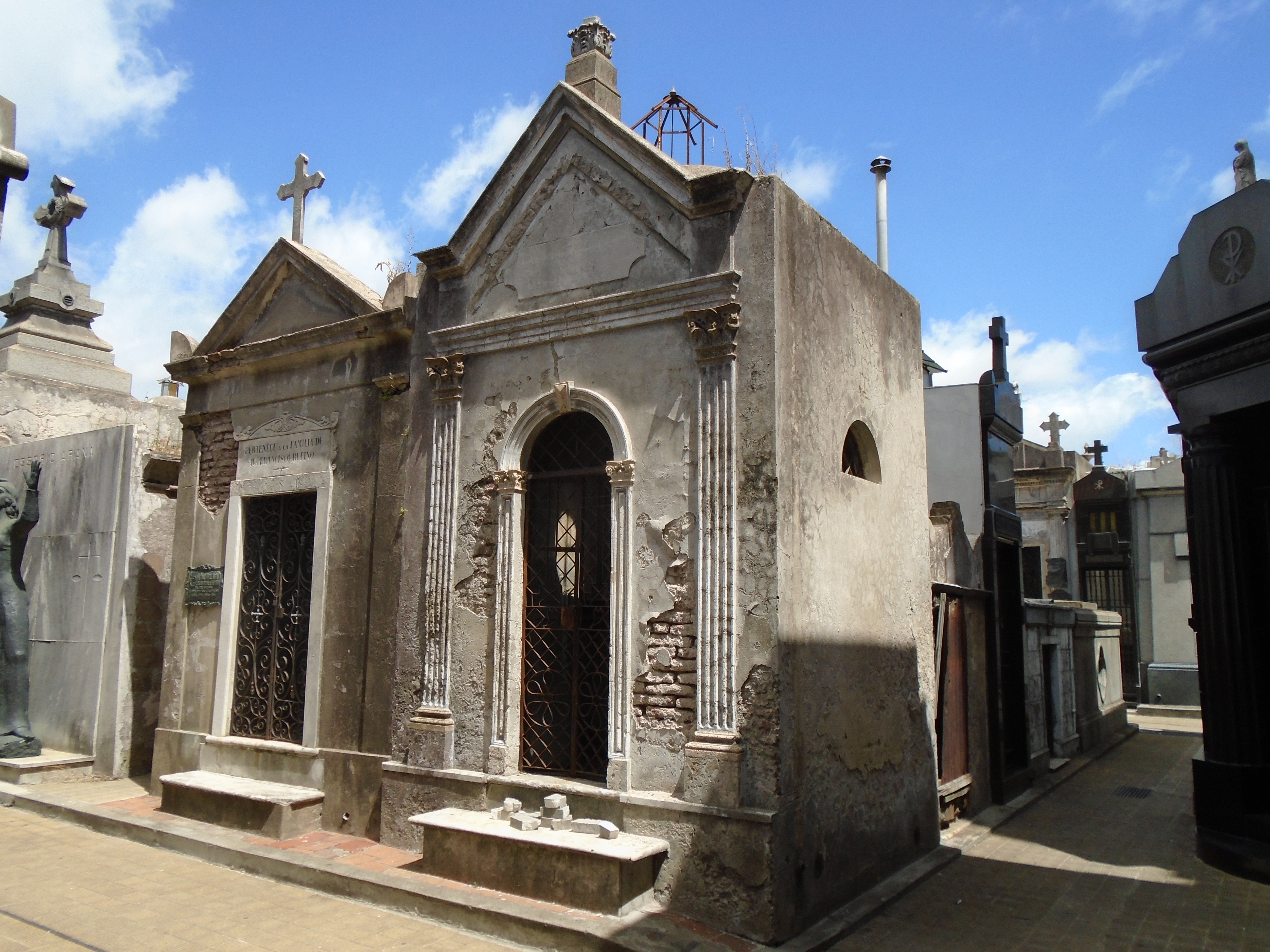
Pusztuló kripták
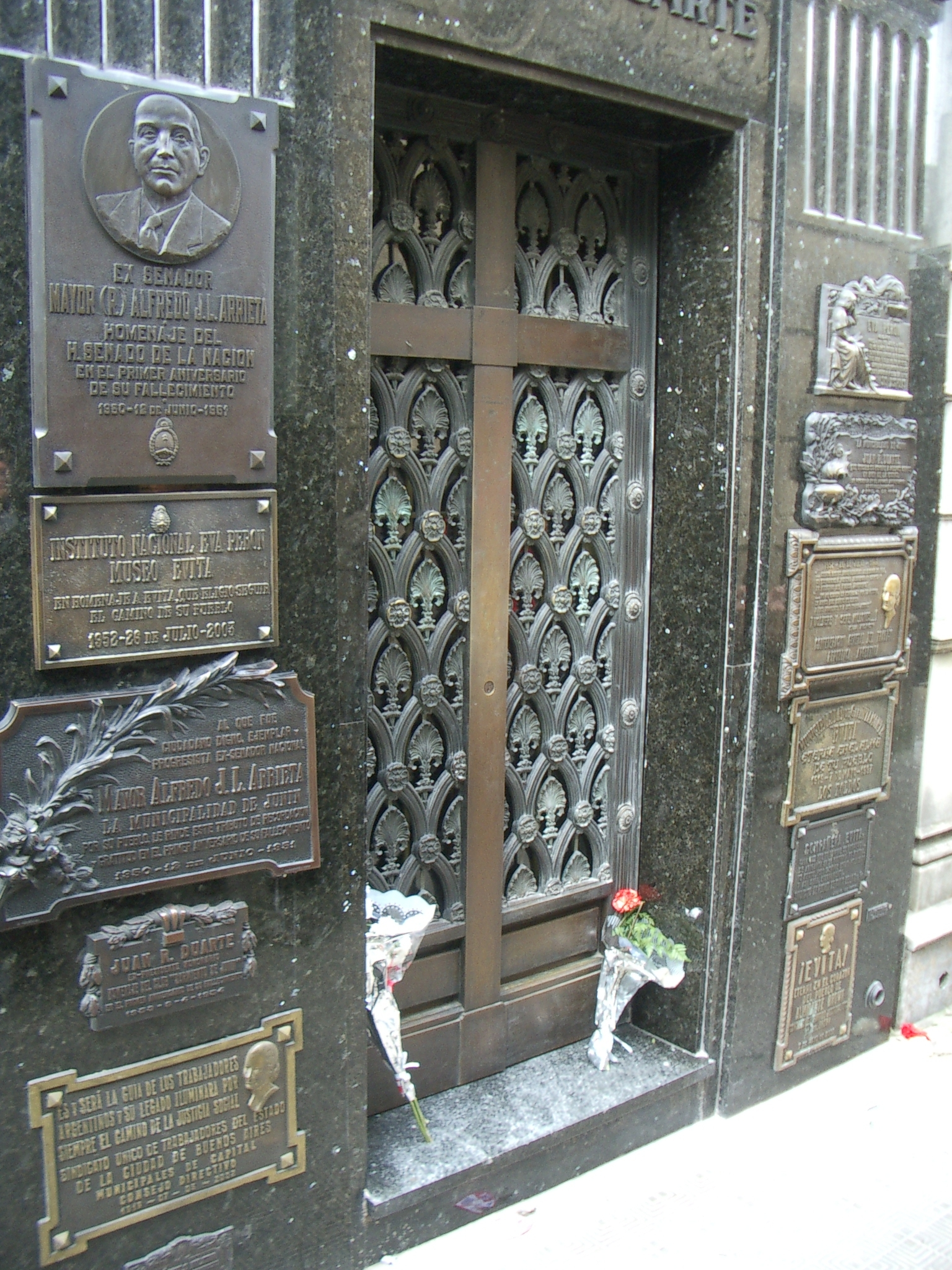
A Duarte család (például Evita Perón) kriptája
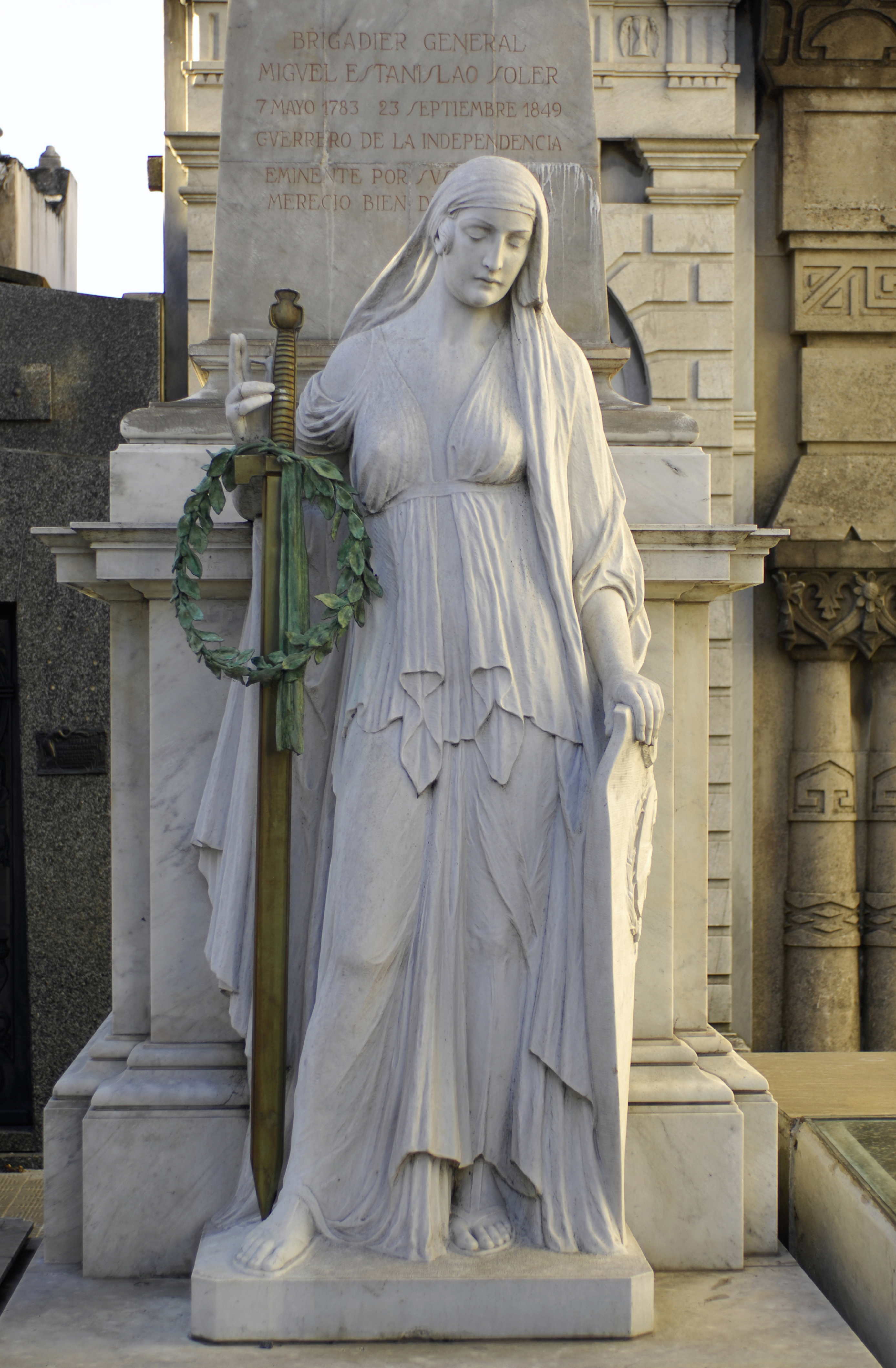
Miguel Estanislao Soler sírja